# Chymedax delicatulus
Chymedax delicatulus är en tvåvingeart som beskrevs av Hull 1958. Chymedax delicatulus ingår i släktet Chymedax och familjen rovflugor. Inga underarter finns listade i Catalogue of Life.